# Prawo Brooksa
Prawo Brooksa (ang. Brooks' Law) - im więcej osób dołącza do pracy w późnej fazie projektu, tym później ukazuje się on na rynku; prawo to pochodzi od nazwiska dr. Freda Brooksa, który był menedżerem projektu IBM-owskiego systemu operacyjnego OS/360 w latach 60., który okazał się największym, najbardziej złożonym i obarczonym największym ryzykiem projektem software'owym kiedykolwiek opracowywanym przez IBM. Wnioski z pracy nad projektem zostały opublikowane przez Brooksa w 1975 r. (później zaktualizowane) w książce "The Mythical Man-Month" 20th Anniversary Edition". Brooks dodał, że "dziewięć kobiet nie wyprodukuje dziecka w jeden miesiąc".